# Championnat d'Europe de football des moins de 17 ans 2019
Cet article traite de l'épreuve masculine. Pour la compétition féminine, voir Championnat d'Europe féminin de football des moins de 17 ans 2019.
Navigation
Euro 2018 Euro 2020 (annulé)
La phase finale de l'édition 2019 du Championnat d'Europe de football des moins de 17 ans se déroule du 3 au 19 mai 2019 en Irlande. Les joueurs nés après le 1er janvier 2002 peuvent y participer.

## Organisation

### Format
Le tournoi final du Championnat d'Europe de football des moins de 17 ans est précédé par deux tours qualificatifs, le tour de qualification puis le tour élite.
La compétition s'organise en deux temps :  les 16 équipes sont réparties en 4 groupes de 4, puis les 2 premiers se qualifient pour la phase à élimination directe.

### Stades
La compétition se déroule dans sept stades :
| \| Tallaght Stadium · Tolka Park · UCD Bowl · Whitehall Stadium \| Stades dublinois. |
| Tallaght Stadium · Tolka Park · UCD Bowl · Whitehall Stadium                         |

| Tallaght Stadium · Tolka Park · UCD Bowl · Whitehall Stadium |

## Participants
Le tour de qualifications regroupe les 52 équipes en 13 groupes de quatre équipes où un pays organise le tournoi. Les deux premiers de chaque groupe ainsi que les 5 meilleurs troisièmes se qualifient pour le tour élite où ils sont rejoints par la tête de série qui est exemptée de tour de qualification.
Lors du tour élite, ces 32 équipes sont réparties en 8 groupes de 4. Les 8 vainqueurs de groupe et les 7 meilleurs seconds se qualifient pour la phase finale où elles rejoignent l'équipe hôte, l'Irlande.

### Qualifié d'office
| Pays                                     | Participations             | Meilleur résultat                 | Dernière participation  |
| ---------------------------------------- | -------------------------- | --------------------------------- | ----------------------- |
| République d'Irlande (Pays Organisateur) | +5, 2008, 2016, 2017, 2018 | Quart de finaliste (2) 2017, 2018 | 2018 Quart de finaliste |

### Qualifiés
| Pays       | Qualification         | Meilleur résultat                                              |
| ---------- | --------------------- | -------------------------------------------------------------- |
| Italie     | Vainqueur du Groupe 1 | Vainqueur 1982, 1987                                           |
| Pays-Bas   | Vainqueur du Groupe 2 | Vainqueur 2011, 2012, 2018                                     |
| Angleterre | Vainqueur du Groupe 3 | Vainqueur 2010, 2014                                           |
| Islande    | Vainqueur du Groupe 4 | Premier tour                                                   |
| Espagne    | Vainqueur du Groupe 5 | Vainqueur 1986, 1988, 1991, 1997, 1999, 2001, 2007, 2008, 2017 |
| Portugal   | Vainqueur du Groupe 6 | Vainqueur 1989, 1995, 1996, 2000, 2003, 2016                   |
| Belgique   | Vainqueur du Groupe 7 | Demi-finaliste 2018                                            |
| France     | Vainqueur du Groupe 8 | Vainqueur 2004, 2015                                           |
| Autriche   | Deuxième du Groupe 1  | Troisième 2003                                                 |
| Tchéquie   | Deuxième du Groupe 2  | Finaliste 2000, 2006                                           |
| Allemagne  | Deuxième du Groupe 4  | Vainqueur 1984, 1992, 2009                                     |
| Grèce      | Deuxième du Groupe 5  | Troisième 1991                                                 |
| Russie     | Deuxième du Groupe 6  | Vainqueur 2006, 2013                                           |
| Hongrie    | Deuxième du Groupe 7  | Quart de finale 1993, 1998                                     |
| Suède      | Deuxième du Groupe 8  | Quart de finale 1995, 2016                                     |

## Compétition

### Premier tour

#### Groupe A
| Rang | Équipe               | Pts | J | G | N | P | Bp | Bc | Diff |
| ---- | -------------------- | --- | - | - | - | - | -- | -- | ---- |
| 1    | Belgique             | 5   | 3 | 1 | 2 | 0 | 5  | 2  | +3   |
| 2    | Tchéquie             | 5   | 3 | 1 | 2 | 0 | 4  | 2  | +2   |
| 3    | République d'Irlande | 3   | 3 | 0 | 3 | 0 | 3  | 3  | 0    |
| 4    | Grèce                | 1   | 3 | 0 | 1 | 2 | 1  | 6  | -5   |

#### Groupe B
| Rang | Équipe     | Pts | J | G | N | P | Bp | Bc | Diff |
| ---- | ---------- | --- | - | - | - | - | -- | -- | ---- |
| 1    | France     | 7   | 3 | 2 | 1 | 0 | 7  | 3  | +4   |
| 2    | Pays-Bas   | 6   | 3 | 2 | 0 | 1 | 7  | 4  | +3   |
| 3    | Angleterre | 4   | 3 | 1 | 1 | 1 | 6  | 7  | -1   |
| 4    | Suède      | 0   | 3 | 0 | 0 | 3 | 3  | 9  | -6   |

#### Groupe C
| Rang | Équipe   | Pts | J | G | N | P | Bp | Bc | Diff |
| ---- | -------- | --- | - | - | - | - | -- | -- | ---- |
| 1    | Hongrie  | 9   | 3 | 3 | 0 | 0 | 6  | 3  | +3   |
| 2    | Portugal | 6   | 3 | 2 | 0 | 1 | 6  | 4  | +2   |
| 3    | Islande  | 3   | 3 | 1 | 0 | 2 | 6  | 8  | -2   |
| 4    | Russie   | 0   | 3 | 0 | 0 | 3 | 5  | 8  | -3   |

#### Groupe D
| Rang | Équipe    | Pts | J | G | N | P | Bp | Bc | Diff |
| ---- | --------- | --- | - | - | - | - | -- | -- | ---- |
| 1    | Italie    | 9   | 3 | 3 | 0 | 0 | 9  | 3  | +6   |
| 2    | Espagne   | 6   | 3 | 2 | 0 | 1 | 5  | 4  | +1   |
| 3    | Allemagne | 3   | 3 | 1 | 0 | 2 | 4  | 5  | -1   |
| 4    | Autriche  | 0   | 3 | 0 | 0 | 3 | 2  | 8  | -6   |

### Tableau final
|  | Quarts de finale | Quarts de finale | Quarts de finale | Quarts de finale |          |          | Demi-finales | Demi-finales | Demi-finales | Demi-finales |  |  | Finale | Finale | Finale | Finale |
|  |                  |                  |                  |                  |          |          |              |              |              |              |  |  |        |        |        |        |
|  | 0                | 0                | 0                | 0                |          |          | 0            | 0            | 0            | 0            |  |  | 0      | 0      | 0      | 0      |
|  | 0                | 0                | 0                | 0                |          |          | 0            | 0            | 0            | 0            |  |  | 0      | 0      | 0      | 0      |
|  | Belgique         | Belgique         | 0                | 0                |          |          | 0            | 0            | 0            | 0            |  |  | 0      | 0      | 0      | 0      |
|  | Belgique         | Belgique         | 0                | 0                |          |          | 0            | 0            | 0            | 0            |  |  | 0      | 0      | 0      | 0      |
|  | Pays-Bas         | Pays-Bas         | 3                | 3                |          |          | 0            | 0            | 0            | 0            |  |  | 0      | 0      | 0      | 0      |
|  | Pays-Bas         | Pays-Bas         | 3                | 3                | Pays-Bas | Pays-Bas | 1            | 1            |              |              |  |  | 0      | 0      | 0      | 0      |
|  | 0                |                  |                  |                  | Pays-Bas | Pays-Bas | 1            | 1            |              |              |  |  | 0      | 0      | 0      | 0      |
|  |                  |                  | Espagne          | Espagne          | 0        | 0        |              |              |              |              |  |  | 0      | 0      | 0      | 0      |
|  | Hongrie          | Hongrie          | Espagne          | Espagne          | 0        | 0        | 1 (4)        | 1 (4)        |              |              |  |  | 0      | 0      | 0      | 0      |
|  | Hongrie          | Hongrie          | 0                |                  |          |          | 1 (4)        | 1 (4)        |              |              |  |  | 0      | 0      | 0      | 0      |
|  | Espagne          | Espagne          | 1 tab(5)         | 1 tab(5)         |          |          |              |              |              |              |  |  | 0      | 0      | 0      | 0      |
|  | Espagne          | Espagne          | 1 tab(5)         | 1 tab(5)         | Pays-Bas | Pays-Bas | 4            | 4            |              |              |  |  |        |        |        |        |
|  | 0                |                  |                  |                  | Pays-Bas | Pays-Bas | 4            | 4            |              |              |  |  |        |        |        |        |
|  |                  |                  | Italie           | Italie           | 2        | 2        |              |              |              |              |  |  |        |        |        |        |
|  | France           | France           | Italie           | Italie           | 2        | 2        | 6            | 6            |              |              |  |  |        |        |        |        |
|  | France           | France           |                  |                  |          |          |              |              |              |              |  |  |        |        |        |        |
|  | Tchéquie         | Tchéquie         | 1                | 1                |          |          |              |              |              |              |  |  |        |        |        |        |
|  | Tchéquie         | Tchéquie         | 1                | 1                | France   | France   | 1            | 1            |              |              |  |  |        |        |        |        |
|  | 0                |                  |                  |                  | France   | France   | 1            | 1            |              |              |  |  |        |        |        |        |
|  |                  |                  | Italie           | Italie           | 2        | 2        |              |              |              |              |  |  |        |        |        |        |
|  | Italie           | Italie           | Italie           | Italie           | 2        | 2        | 1            | 1            |              |              |  |  |        |        |        |        |
|  | Italie           | Italie           |                  |                  |          |          |              | 1            |              |              |  |  |        |        |        |        |
|  | Portugal         | Portugal         | 0                | 0                |          |          |              |              |              |              |  |  |        |        |        |        |
|  | Portugal         | Portugal         | 0                | 0                |          |          |              |              |              |              |  |  |        |        |        |        |
|  |                  |                  |                  |                  |          |          |              |              |              |              |  |  |        |        |        |        |

### Quarts de finale
| Quart de finale 1   | Belgique | 0 - 3   | Pays-Bas                                                        | Carlisle Grounds, Bray                                                          |                                                                                 |
| 12 mai 2019 19 h 00 |          | (0 - 2) | 27e Sontje Hansen · 40e Anass Salah-Eddine · 74e Ki-Jana Hoever | Arbitrage : Rade Obrenović Arbitres assistants : Joaquim Da Silva Jan Hermansen | Arbitrage : Rade Obrenović Arbitres assistants : Joaquim Da Silva Jan Hermansen |
| 12 mai 2019 19 h 00 | Rapport  |         |                                                                 | Arbitrage : Rade Obrenović Arbitres assistants : Joaquim Da Silva Jan Hermansen | Arbitrage : Rade Obrenović Arbitres assistants : Joaquim Da Silva Jan Hermansen |

| Quart de finale 2   | Hongrie           | 1 - 1   | Espagne           | UCD Bowl, Dublin                                                                          |                                                                                           |
| 13 mai 2019 19 h 00 | Gergő Ominger 50e | (0 - 1) | 11e Jordi Escobar | Arbitrage : Farrugia Cann Trustin Arbitres assistants : Raimonds Tatriks Sergei Vassyutin | Arbitrage : Farrugia Cann Trustin Arbitres assistants : Raimonds Tatriks Sergei Vassyutin |
| 13 mai 2019 19 h 00 | Rapport           |         |                   | Arbitrage : Farrugia Cann Trustin Arbitres assistants : Raimonds Tatriks Sergei Vassyutin | Arbitrage : Farrugia Cann Trustin Arbitres assistants : Raimonds Tatriks Sergei Vassyutin |
| 13 mai 2019 19 h 00 | Tirs au but 4 - 5 |         |                   | Arbitrage : Farrugia Cann Trustin Arbitres assistants : Raimonds Tatriks Sergei Vassyutin | Arbitrage : Farrugia Cann Trustin Arbitres assistants : Raimonds Tatriks Sergei Vassyutin |

| Quart de finale 3   | France                                                                        | 6 - 1   | Tchéquie          | Tallaght Stadium, Dublin                                                               |                                                                                        |
| 12 mai 2019 13 h 00 | Enzo Millot 30e · Adil Aouchiche 36e 45+2e 75e 88e · Kelian Nsona Wa Saka 80e | (3 - 0) | 90+5e Adam Ritter | Arbitrage : Jørgen Burchardt Arbitres assistants : Gylfi Mar Sigurdsson Lewiss Edwards | Arbitrage : Jørgen Burchardt Arbitres assistants : Gylfi Mar Sigurdsson Lewiss Edwards |
| 12 mai 2019 13 h 00 | Rapport                                                                       |         |                   | Arbitrage : Jørgen Burchardt Arbitres assistants : Gylfi Mar Sigurdsson Lewiss Edwards | Arbitrage : Jørgen Burchardt Arbitres assistants : Gylfi Mar Sigurdsson Lewiss Edwards |

Le Français Adil Aouchiche marque un quadruplé lors de la rencontre et permet ainsi à son équipe de se qualifier pour les demi-finales. À cette occasion l'UEFA signale qu'Aouchiche a de ce fait égalé le nombre de buts marqués par Michel Platini lors de l'Euro 1984. Il dépasse aussi Odsonne Édouard et Amine Gouiri qui avaient marqué 8 buts en 2015 et en 2017.
| Quart de finale 4   | Italie            | 1 - 0   | Portugal | Tolka Park, Dublin                                                                      |                                                                                         |
| 13 mai 2019 16 h 30 | Franco Tongya 26e | (1 - 0) |          | Arbitrage : Manfredas Lukjančukas Arbitres assistants : Riku Vihreävuori Fatlum Berisha | Arbitrage : Manfredas Lukjančukas Arbitres assistants : Riku Vihreävuori Fatlum Berisha |
| 13 mai 2019 16 h 30 | Rapport           |         |          | Arbitrage : Manfredas Lukjančukas Arbitres assistants : Riku Vihreävuori Fatlum Berisha | Arbitrage : Manfredas Lukjančukas Arbitres assistants : Riku Vihreävuori Fatlum Berisha |

### Demi-finales
| Demi-finale 1       | Pays-Bas             | 1 - 0   | Espagne | UCD Bowl, Dublin                                                                   |                                                                                    |
| 16 mai 2019 16 h 30 | Mohamed Taabouni 89e | (0 - 0) |         | Arbitrage : Donald Robertson Arbitres assistants : Raimonds Tatriks Lewiss Edwards | Arbitrage : Donald Robertson Arbitres assistants : Raimonds Tatriks Lewiss Edwards |
| 16 mai 2019 16 h 30 | Rapport              |         |         | Arbitrage : Donald Robertson Arbitres assistants : Raimonds Tatriks Lewiss Edwards | Arbitrage : Donald Robertson Arbitres assistants : Raimonds Tatriks Lewiss Edwards |

| Demi-finale 2       | France          | 1 - 2   | Italie                                         | Tallaght Stadium, Dublin                                                            |                                                                                     |
| 16 mai 2019 19 h 00 | Enzo Millot 41e | (1 - 1) | 45+1e Sebastiano Esposito · 81e Iyenoma Udogie | Arbitrage : Mykola Balakin Arbitres assistants : Gylfi Mar Sigurdsson Jan Hermansen | Arbitrage : Mykola Balakin Arbitres assistants : Gylfi Mar Sigurdsson Jan Hermansen |
| 16 mai 2019 19 h 00 | Rapport         |         |                                                | Arbitrage : Mykola Balakin Arbitres assistants : Gylfi Mar Sigurdsson Jan Hermansen | Arbitrage : Mykola Balakin Arbitres assistants : Gylfi Mar Sigurdsson Jan Hermansen |

### Finale
| Finale              | Pays-Bas | 4 - 2   | Italie | Tallaght Stadium                                                                |                                                                                 |
| 19 mai 2019 16 h 30 | Sontje Hansen 20e · Naoufal Bannis 37e · Ian Maatsen 45e · Naci Ünüvar 70e | (3 - 0) | Lorenzo Colombo 56e 89e | Arbitrage : Espen Eskås Arbitres assistants : Riku Vihreävuori Raimonds Tatriks | Arbitrage : Espen Eskås Arbitres assistants : Riku Vihreävuori Raimonds Tatriks |
| 19 mai 2019 16 h 30 | Calvin Raatsie, Ki-Jana Hoever, Melayro Bogarde, Devyne Rensch, Anass Salah-Eddine, Kenneth Taylor , Sontje Hansen, Ian Maatsen, Brian Brobbey, Mohamed Taabouni, Naoufal Bannis. | Équipes | Marco Molla, Francesco Lamanna, Simone Panada , Lorenzo Moretti, Lorenzo Pirola, Franco Tongya, Sebastiano Esposito, Nicolò Cudrig, Iyenoma Destiny Udogie, Michael Brentan, Christian Dalle Mura. | Arbitrage : Espen Eskås Arbitres assistants : Riku Vihreävuori Raimonds Tatriks | Arbitrage : Espen Eskås Arbitres assistants : Riku Vihreävuori Raimonds Tatriks |

## Qualifications pour la Coupe du monde des moins de 17 ans 2019
Cinq équipes européennes sont qualifiées au terme de la compétition pour la Coupe du monde des moins de 17 ans 2019 qui se déroulera au Brésil du 5 au 27 octobre 2019.

### Barrage qualificatif
Pour déterminer la cinquième équipe qualifiée pour la Coupe du monde des moins de 17 ans 2019, un match de barrage est organisé entre les deux meilleures équipes des perdants des quarts de finale.
| Barrage           | Hongrie                                                                           | 1 - 1             | Belgique                                                                    | Tolka Park, Dublin                                                                  |                                                                                     |
| 16 mai 2019 13:00 | György Komáromi 61e                                                               | (0 - 0)           | 56e Chris Kalulika                                                          | Arbitrage : Krzysztof Jakubik Arbitres assistants : Riku Vihreävuori Fatlum Berisha | Arbitrage : Krzysztof Jakubik Arbitres assistants : Riku Vihreävuori Fatlum Berisha |
| 16 mai 2019 13:00 | Rapport                                                                           |                   |                                                                             | Arbitrage : Krzysztof Jakubik Arbitres assistants : Riku Vihreävuori Fatlum Berisha | Arbitrage : Krzysztof Jakubik Arbitres assistants : Riku Vihreävuori Fatlum Berisha |
| 16 mai 2019 13:00 | György Komáromi · Szabolcs Szalay · Rajmund Molnár · Sámuel Major · Ákos Zuigeber | Tirs au but 5 - 4 | Killian Sardella · Rob Nizet · Mathias de Wolf · Thibo Baeten · Jérémy Doku | Arbitrage : Krzysztof Jakubik Arbitres assistants : Riku Vihreävuori Fatlum Berisha | Arbitrage : Krzysztof Jakubik Arbitres assistants : Riku Vihreävuori Fatlum Berisha |

### Qualifiés
Cinq équipes se qualifient pour la Coupe du monde de football des moins de 17 ans 2019.
1. France
2. Pays-Bas
3. Italie
4. Espagne
5. Hongrie

## Statistiques individuelles
| Place              | Joueur              | Équipe     | Buts |
| ------------------ | ------------------- | ---------- | ---- |
| Médaille d'or      | Adil Aouchiche      | France     | 9    |
| Médaille d'argent  | Sebastiano Esposito | Italie     | 4    |
| Médaille de bronze | Brian Brobbey       | Pays-Bas   | 3    |
| Médaille de bronze | Thibo Baeten        | Belgique   | 3    |
| Médaille de bronze | Sam Greenwood       | Angleterre | 3    |

| Place              | Joueur              | Équipe   | Passes décisives |
| ------------------ | ------------------- | -------- | ---------------- |
| Médaille d'or      | Georginio Rutter    | France   | 7                |
| Médaille d'argent  | Sebastiano Esposito | Italie   | 5                |
| Médaille de bronze | Deniz Pehlivan      | Autriche | 5                |
| 4                  | Jayden Braaf        | Pays-Bas | 4                |
| 5                  | Jéremy Doku         | Belgique | 4                |

- Trophée du meilleur joueur = Sebastiano Esposito
- Trophée de révélation = Isaac Lihadji